# ایته‌کسکوس
ایتَه‌کِسْکوس (انگلیسی: Itäkeskus، سوئدی: Östra centrum، در لغت به معنای "مرکز شرقی" است}} یک منطقهٔ مسکونی در فنلاند است که در هلسینکی واقع شده‌است. ایتاکسکوس ۱٫۱۷ کیلومتر مربع مساحت و ۴٬۸۳۳ نفر جمعیت دارد.
یکی از ویژگی‌های قابل توجه این محله وجود مرکز خرید به نام «ایتیس» است.
در پایان سال ۲۰۱۸، ۳۸٫۱ درصد از ساکنان مرکز شرقی پیشینه خارجی داشتند. حدود ۱۲ درصد از ساکنان دارای پیشینه آفریقایی بودند که بیشترین سهم از تمام مناطق هلسینکی بود.